# Biluvehariharapura, Tirthahalli
Biluvehariharapura là một làng thuộc tehsil Tirthahalli, huyện Shimoga, bang Karnataka, Ấn Độ.